# Jonathan Demme
Jonathan Demme (født 22. februar 1944 - 26. april 2017) var en amerikansk filminstruktør.
Han arbejdede først for Roger Corman. Han vandt en Oscar i 1991 for Ondskabens øjne.

## Udvalgt filmografi
- Caged Heat (1974)
- En mand går amok (Fighting Mad, 1976)
- Det sjette offer (Last Embrace, 1979)
- Melvin og Howard (Melvin and Howard, 1980)
- Stop Making Sense (Talking Heads-koncertfilm, 1984)
- Vild og blodig (Something Wild, 1986)
- Swimming to Cambodia (1987)
- Gift med mafiaen (Married to the Mob, 1988)
- Beloved (1988)
- Ondskabens øjne (The Silence of the Lambs, 1991)
- Philadelphia (1993)
- The Manchurian Candidate (2004)
- Neil Young: Heart of Gold (Neil Young-koncertfilm, 2006)
- Man from Plains (dokumentar om Jimmy Carter, 2007)
- Rachel Getting Married (2008)
- Neil Young Trunk Show (Neil Young-koncertfilm, 2009)